# 光果舟果荠
光果舟果荠（学名：Tauscheria lasiocarpa var. gymnocarpa）为十字花科舟果荠属下的一个变种。

## 扩展阅读
- 維基物種上的相關：光果舟果荠